# Neope niphonica
Neope niphonica är en fjärilsart som beskrevs av Butler 1881. Neope niphonica ingår i släktet Neope och familjen praktfjärilar. Inga underarter finns listade i Catalogue of Life.

## Bildgalleri

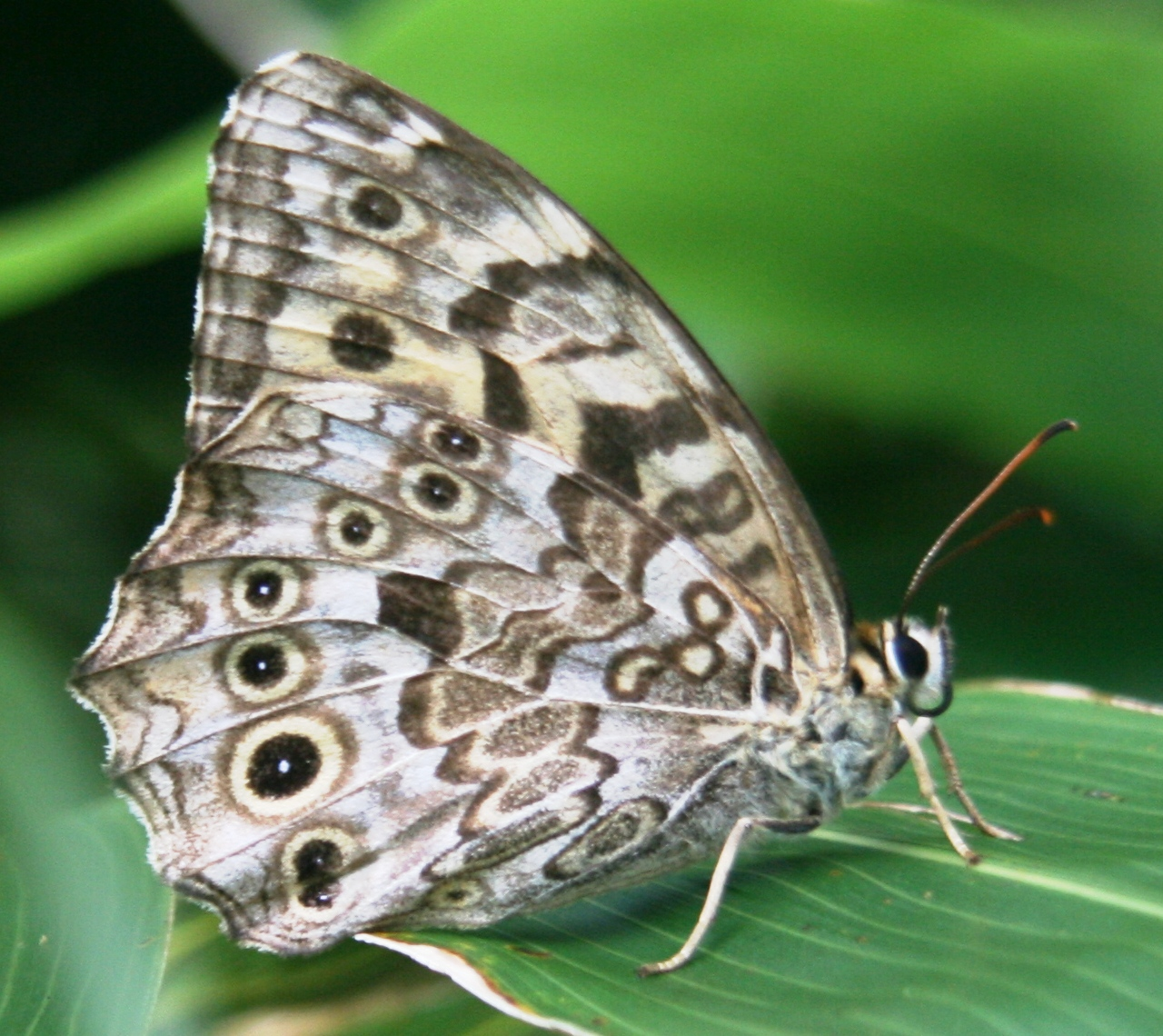
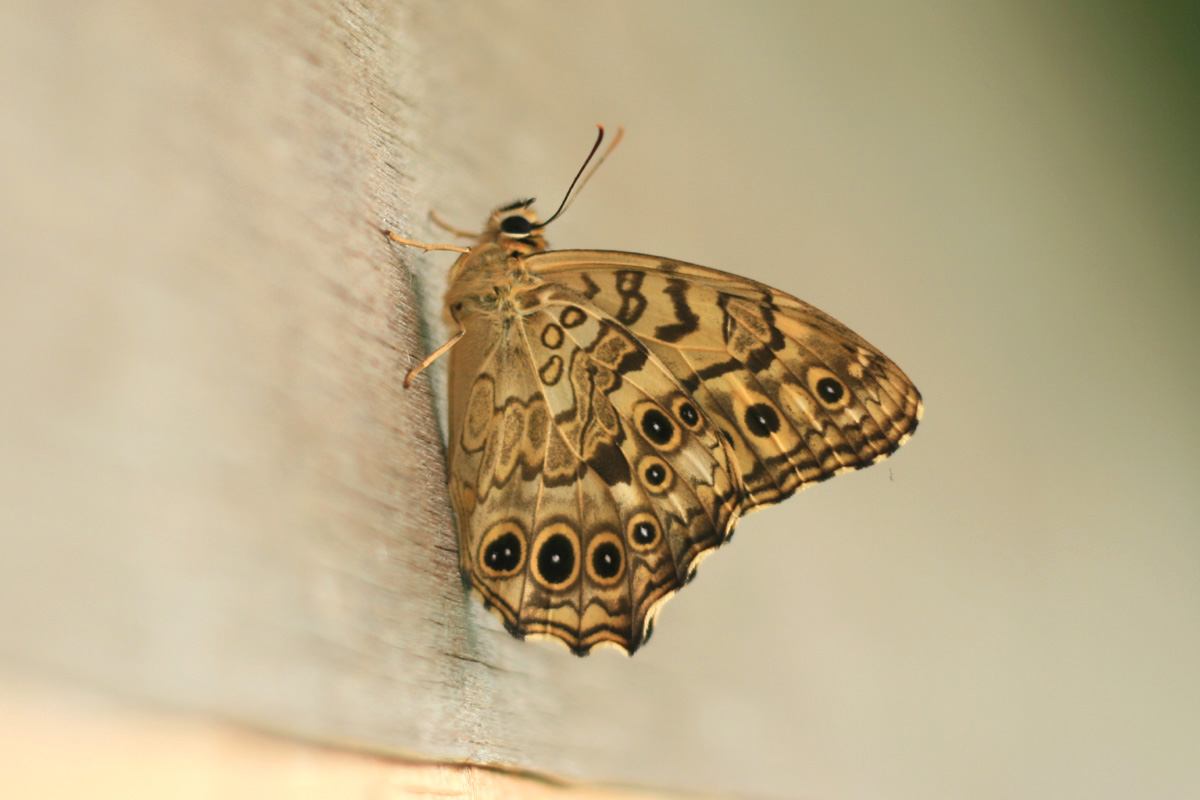
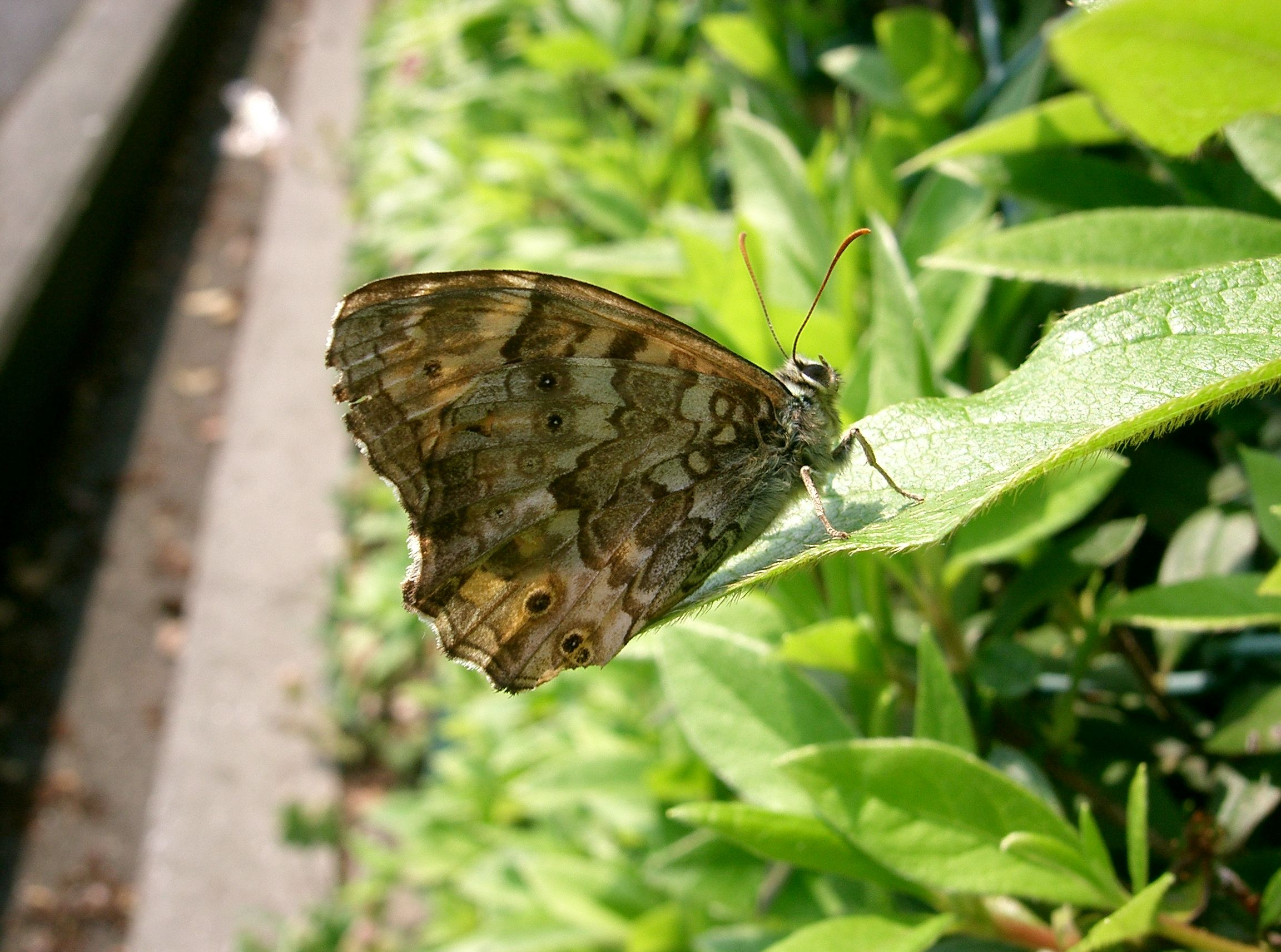